# 马斯帕罗特
马斯帕罗特（法語：Masparraute，法語發音：[maspaʁot]）是法国大西洋比利牛斯省的一个市镇，位于该省中西部偏北，属于巴约讷区。

## 地理
马斯帕罗特（43°23'23"N, 1°5'38"W）面积8.16 平方千米，位于法国新阿基坦大区大西洋比利牛斯省，该省份为法国东南部省份，涵盖了贝阿恩与北巴斯克，西临大西洋比斯開灣，北至朗德省，东北接热尔省，东临上比利牛斯省，南与西班牙接壤。
与马斯帕罗特接壤的市镇（或旧市镇、城区）包括：阿莫罗茨-叙科斯、阿罗特-沙里特、贝吉奥、贝尔古埃-维耶勒纳沃、拉贝茨-比斯凯。

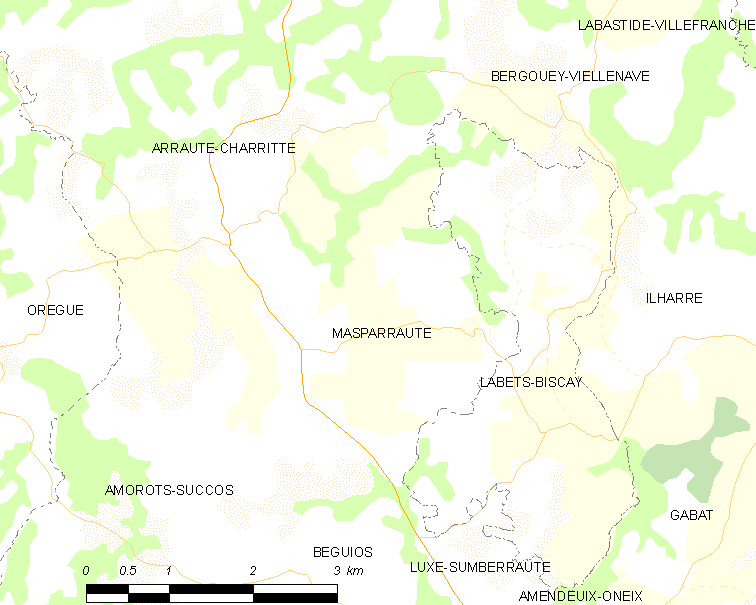
马斯帕罗特的OSM定位图

马斯帕罗特的时区为UTC+01:00、UTC+02:00（夏令时）。

## 行政
马斯帕罗特的邮政编码为64120，INSEE市镇编码为64368。

## 政治
马斯帕罗特所属的省级选区为比达什地区-阿米库塞-奥斯蒂巴尔县。

## 人口

1962-2008年间马斯帕罗特人口变化图示

马斯帕罗特于2022年1月1日时的人口数量为271人。